# Права ЛГБТ у Латвії
Лесбійки, геї, бісексуали та трансгендери (ЛГБТ) у Латвії стикаються з правовими та соціальними проблемами, з якими не стикаються люди, які не є ЛГБТ. Одностатеві статеві стосунки як чоловіків, так і жінок є законними в Латвії, але домогосподарства, які очолюються одностатевими парами, не мають права на такий самий правовий захист, як пари протилежної статі. З травня 2022 року стосунки одностатевих пар можуть визнаватися адміністративним окружним судом, що дає їм певний правовий захист, доступний різностатевим подружнім парам. З усім тим, одностатеві пари не можуть одружитися або спільно усиновити дитину.
Процес демократизації в Латвії дозволив лесбійкам і геям створювати громадські організації та елементи інфраструктури, такі як бари, клуби, магазини, бібліотеки тощо. Стало можливим проведення культурно-освітніх та інших заходів. Проте, цей процес призвів лише до обмеження прав ЛГБТ, а суспільство ще не досягло високого рівня толерантності. ЛГБТ-люди в Латвії стикаються з широко поширеною дискримінацією в суспільстві. У листопаді 2014 року міністр закордонних справ Едгарс Рінкевичс зробив камінг-аут у Twitter, ставши першим відкритим представником ЛГБТ-посадовців у країні. У 2023 році ILGA-Europe поставила Латвію на 24 місце з 27 країн Європейського Союзу щодо захисту прав ЛГБТ. Латвія є єдиною країною Балтії та країною Північної Європи, яка не повністю забороняє дискримінацію щодо ЛГБТ персон.

## Закон про одностатеві статеві стосунки
У 1992 році, незабаром після того, як Латвія відновила незалежність від Радянського Союзу, гомосексуальність була декриміналізована. У 1999 році вік згоди був зрівняний і встановлений на рівні 16 років, незалежно від статі та/або сексуальної орієнтації.

## Визнання одностатевих стосунків
У Латвії не визнаються одностатеві шлюби, однак форма цивільного партнерства можлива з 2022 року через реєстрацію в адміністративному суді.
У 2006 році Латвія внесла зміни до Конституції, які забороняють одностатеві шлюби. Стаття 110 Конституції Латвії раніше звучала так: «Держава захищає і підтримує шлюб, сім'ю, права батьків і права дитини. Особливу підтримку держава надає дітям-інвалідам, дітям, які залишилися без піклування батьків або які постраждали від насильства». Перше речення статті 110 виправлено в такій редакції: «Держава охороняє і підтримує шлюб — союз чоловіка і жінки, сім'ю, права батьків і дитини».
30 січня 2015 року народний депутат подав пропозицію щодо закону про партнерство, який би дозволяв «будь-яким двом особам» зареєструвати цивільне партнерство. Це дало б парам, які проживають спільно, майже ті ж переваги та обов'язки, що й шлюб.
24 лютого 2015 року юридичний комітет відхилив пропозицію. Комітет поставив під сумнів намір змінити Цивільний кодекс, зосередившись на конституційній забороні одностатевих шлюбів 2006 року та на те, наскільки далекосяжними будуть переваги «шлюбного» партнерства, водночас припускаючи, що будь-яка нова форма стосунків може потребувати почати з нуля. Вейко Сполітіс, який вніс цю пропозицію, уточнив, що найшвидшим шляхом для того, щоб законопроєкт став законом, буде додавання положення про гендерно нейтральне партнерство до існуючого кодексу. Попри невдачу, Сполітіс заявив, що дискусії з цього питання все одно триватимуть. Друга членка Партії Єдності Ілзе Вінкеле пообіцяла розробити та подати абсолютно новий законопроєкт.
У березні 2015 року незначна партія «За розвиток Латвії» розпочала громадську петицію щодо прийняття закону про партнерство, який передбачав би визнання зареєстрованих і незареєстрованих партнерств між парами будь-якої статі. У жовтні 2018 року Омбудсмен закликав законодавців ухвалити закон про партнерство як для різностатевих, так і для одностатевих пар, посилаючись на статистику, яка показала, що близько половини латвійських дітей народжуються поза шлюбом, і що ці сім'ї повинні користуватися правовим захистом і прав.
20 червня 2019 року депутати Сейму проголосували проти направлення законопроєкту про партнерство на доопрацювання та розгляд у парламентських комісіях. За законопроєкт проголосували лише 23 депутати, проти — 60, а один — утримався. Прихильники законопроєкту заявили, що будуть наполегливі та намагатимуться переконати депутатів знову обговорити його в майбутньому.
У 2022 році, після рішення суду 2020 року на користь права на відпустку по догляду за дитиною для одностатевих пар, Міністерство юстиції представило проєкт закону, який передбачає створення цивільних партнерств, надаючи одностатевим парам деякі ті ж права та обов'язки, що й шлюб.
У червні 2018 року Європейський суд постановив, що країни-члени ЄС повинні надавати подружнім одностатевим парам, де принаймні один партнер є громадянином ЄС, повне право на проживання та визнавати їх свободу пересування. Жодних інших прав на шлюб подружжю не надається.

### Позиції партії щодо права партнерства
| Політична партія                      | На користь | Місця в Сеймі | Позиція                    |
| ------------------------------------- | ---------- | ------------- | -------------------------- |
| Соціал-демократична партія "Гармонія" | Частково   | 19            | Опозиція                   |
| Кому належить держава?                | Проти      | 2             | Опозиція                   |
| Нова консервативна партія             | Так        | 15            | Коаліція                   |
| Розвиток/За!                          | Так        | 13            | Коаліція                   |
| Національний Альянс                   | Проти      | 12            | Коаліція                   |
| Союз зелених і фермерів               | Проти      | 10            | Опозиція                   |
| Нова Єдність                          | Так        | 10            | Коаліція                   |
| Латвійська асоціація регіонів         | Невідомо   | 0             | Позапарламентська опозиція |
| Латвійсько-Руський Союз               | Проти      | 0             | Позапарламентська опозиція |
| Прогресисти                           | Так        | 0             | Позапарламентська опозиція |
| За Латвію від щирого серця            | Проти      | 0             | Позапарламентська опозиція |

## Усиновлення та планування сім'ї
Латвійське законодавство дозволяє усиновити будь-якій особі старше 25 років. Однак особи, які не перебувають у шлюбі між собою, не можуть усиновити одну дитину. Це означає, що для неодружених пар усиновити дитину може тільки один партнер. Проте, лесбійські пари можуть отримати доступ до ЕКЗ та допоміжного запліднення.

## Захист від дискримінації
У вересні 2006 року парламент Латвії, Сейм, ухвалив поправки до Трудового кодексу (латис. Darba likums) заборона дискримінації за ознакою сексуальної орієнтації на робочому місці. Сейм спочатку опустив такі засоби захисту, але президент Вайра Віке-Фрейберга відмовилася підписати законопроєкт, доки він не буде доданий.

## Гендерна ідентичність та самовираження
У Латвії можна хірургічно змінити стать і юридично змінити ідентичність. Латвійське законодавство не дає визначення «зміни статі», але для законної зміни статі необхідно надати медичну довідку. Однак у 2004 році влада відмовила трансгендерній особі, яка частково змінила стать, у зміні юридичної особи. Особа, яка повідомила, що їй відомий інший випадок зміни статі після часткової зміни статі, звернулася до суду. У 2008 році Верховний суд Латвії постановив, що в цьому конкретному випадку юридичну особу слід було змінити, оскільки влада робила це в подібних випадках, і особа, яка вже представляється як чоловік, може зіткнутися з низкою проблем, бо юридично особа має жіночу стать. Це призвело до законодавчої пропозиції 2009 року про внесення змін до законів, які передбачають обов'язкову стерилізацію трансгендерних людей (що могло б спричинити подальші юридичні ускладнення) для зміни статі. Проте поправки були відхилені Сеймом (парламентом).

## Військова служба
Лесбійкам, геям і бісексуалам дозволяється відкрито служити в латвійських збройних силах.

## Умови життя

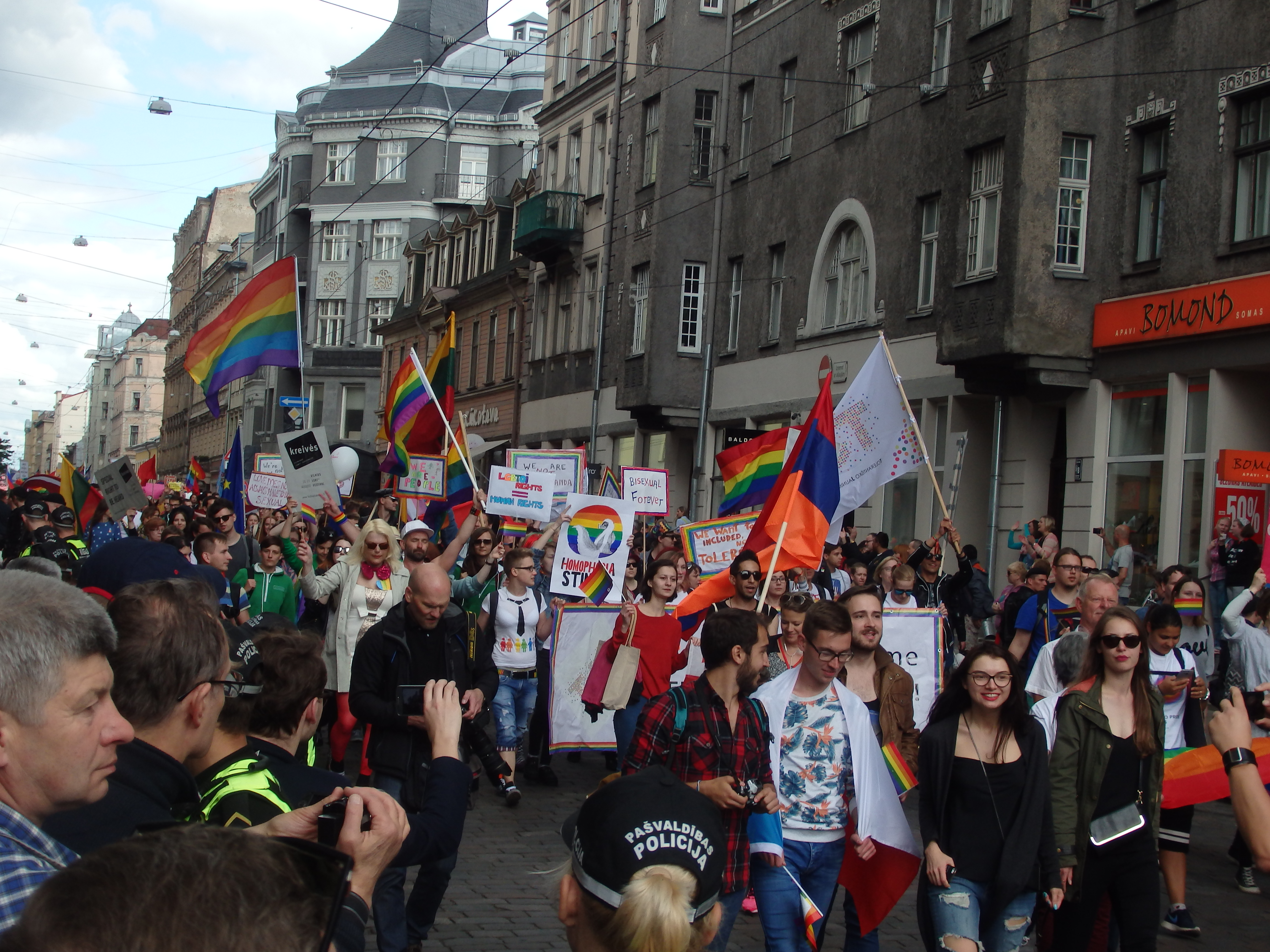
Євро-прайд 2015 у Ризі

Лише в столиці, Ризі, є невелика гей-сцена. Однак в інших частинах Латвії, через низький рівень населення, гей-сцена відсутня взагалі. Є кілька публічно відомих людей, які відкрито ідентифікують себе як геї чи лесбійки, наприклад латвійський американський журналіст Карліс Стрейпс, міністр закордонних справ Едгарс Рінкевичс і колишній заступник ректора Ризької вищої школи права Лінда Фреймане. На парламентських виборах 2018 року Рінкевичса було переобрано міністром закордонних справ, а Марія Голубєва стала першою у Латвії політикинею-лесбійкою, отримавши місце від партії «Розвиток/За!». Ця партія оголосила себе «про-ЛГБТ» партією.
Більшість людей у Латвії мають упередження щодо гомосексуальності, які, як правило, ґрунтуються на соціальному консерватизмі та упереджених упередженнях радянського періоду. Прикладом цього є переконання, що гомосексуальність і педофілія є пов'язаними явищами. Такі загальноприйняті гомофобські настрої дедалі більше зростали до 2008 року, що використовувалося різними релігійними групами та політиками.
У 2002 році Маріс Сантс, відкритий гей, був позбавлений сану та відлучений від євангелістсько-лютеранської церкви Латвії. Пізніше архієпископ Яніс Ванагс заявив у публічній заяві «Чому Маріса Сантса було звільнено», що Сантса було звільнено з посади не через те, що він був геєм, а тому, що він у своїх проповідях публічно пропагував, замість засуджувати, «гріховний» гомосексуальний «спосіб життя». Коли пастор Юріс Калітіс, на той час також декан богословського факультету Латвійського університету, не лише публічно критикував неналежний спосіб розгляду справи Сантса церковним синодом, але також дозволив Сантсу брати участь у церковній службі, Калітіс також був усунений Ванагсом з посади та виключений з церкви. Цей випадок допоміг розгорнути публічну дискусію в Латвії щодо необхідності законодавства для захисту ЛГБТ-людей від дискримінації з боку роботодавців.
Через переважаюче негативне ставлення в суспільстві, зокрема через насильницькі дії меншини, які виступають проти ЛГБТ (напр. Спілка національних сил), є побоювання, що подальше лобіювання прав сексуальних меншин викличе ще сильнішу реакцію. У лютому 2007 року в опитуванні 537 представників ЛГБТ у Латвії 82 % респондентів сказали, що вони не підтримують проведення запланованих у Ризі Днів гордості та дружби 2007, тоді як лише 7 % вважали, що ці заходи сприятимуть розвитку толерантності до сексуальних меншин.
З усім тим, подія відбулася у 2007 році; на відміну від 2005 року, коли контрпротестувальників значно перевищувало кількість учасників прайду, і 2006 року, коли захід було заборонено. Це було мирно, і 500 учасників прайду перевищили приблизно 100 контрпротестувальників. Однак одночасний захід проти прайду зібрав близько 1000 відвідувачів. У 2015 році Європрайд відбувся в Ризі, залучивши близько 5000 учасників, а кілька десятків взяли участь у мітингу протесту проти заходу.
Baltic Pride 2018 відвідало близько 8000 осіб. Захід пройшов мирно, протестувальників взяло лише близько десятка.
23 квітня 2021 року Нормундса Кіндзуліса виявили з облитим бензином одягом і опіками на 85 % тіла; пізніше він помер від отриманих травм. Кіндзуліс отримував гомофобні погрози вбивством і чотири рази піддавався фізичному нападу. Незрозуміло, чи смерть була вбивством, чи самогубством, але заступник начальника латвійської поліції сказав: «Доведення людини до самогубства також є злочином».

## Рух за права ЛГБТ в Латвії
Після публічних проявів гомофобії навколо Ризького прайду у 2005 році деякі члени ЛГБТ-спільноти, їхні друзі та члени сімей об'єдналися, щоб заснувати організацію Mozaīka з метою просування толерантності до сексуальних меншин і прав ЛГБТ у латвійському суспільстві. У відповідь на це напередодні Ризьких днів гордості та дружби 2006 року була створена головна організація для координації активізму проти прав ЛГБТ у Латвії NoPride.

## Громадська думка
Опитування Євробарометра, опубліковане в грудні 2006 року, показало, що 12 % опитаних латвійців підтримують одностатеві шлюби та 8 % підтримують одностатеве усиновлення (середній показник по ЄС: 44 % і 32 %, відповідно).
Євробарометр за 2015 рік показав, що 19 % латвійців підтримують одностатеві шлюби (середній показник по ЄС: 61 %). Крім того, 42 % латвійців вважають, що геї та лесбійки повинні мати ті ж права, що й гетеросексуали, а 23 % вважають, що немає нічого поганого у стосунках між двома людьми однієї статі (середній показник по ЄС: 71 % і 67 % відповідно).

## Зведена таблиця
| Одностатеві статеві стосунки легальні                                                       | (З 1992) |
| Рівний вік згоди (16)                                                                       | (З 1999) |
| Антидискримінаційне законодавство у сфері зайнятості                                        | (З 2006) |
| Антидискримінаційне законодавство у сфері надання товарів і послуг                          | Yes |
| Антидискримінаційні закони в усіх інших сферах (включаючи непряму дискримінацію, ворожнечу) | (З 2021) |
| Одностатеві шлюби                                                                           | / (Конституційна заборона з 2006 року; одностатеві шлюби, укладені в ЄС, визнаються для цілей проживання з 2018 року) |
| Визнання одностатевих пар                                                                   | (З 2022) |
| Усиновлення однією ЛГБТ людиною                                                             | Yes |
| Усиновлення пасинків одностатевими парами                                                   | No |
| Спільне усиновлення одностатевими парами                                                    | No |
| Геям, лесбійкам і бісексуалам дозволили відкрито служити в армії                            | Yes |
| Трансгендерам дозволили відкрито служити в армії                                            | No |
| Право на зміну юридичної статі                                                              | Yes |
| Право змінити юридичну стать без хірургічного втручання чи примусової стерилізації          | No |
| Право на зміну юридичної статі за власним бажанням                                          | No |
| Інтерсексуальні неповнолітні захищені від інвазивних хірургічних процедур                   | No |
| Конверсійна терапія заборонена неповнолітнім                                                | No |
| Доступ до ЕКЗ для лесбійок                                                                  | Yes |
| Комерційне сурогатне материнство для одностатевих пар                                       | (Заборонено незалежно від сексуальної орієнтації)                                                                     |
| ЧСЧ дозволено здавати кров                                                                  | [ 36 ] |